# 申克尔广场
52°30′59.9″N 13°23′53.6″E / 52.516639°N 13.398222°E

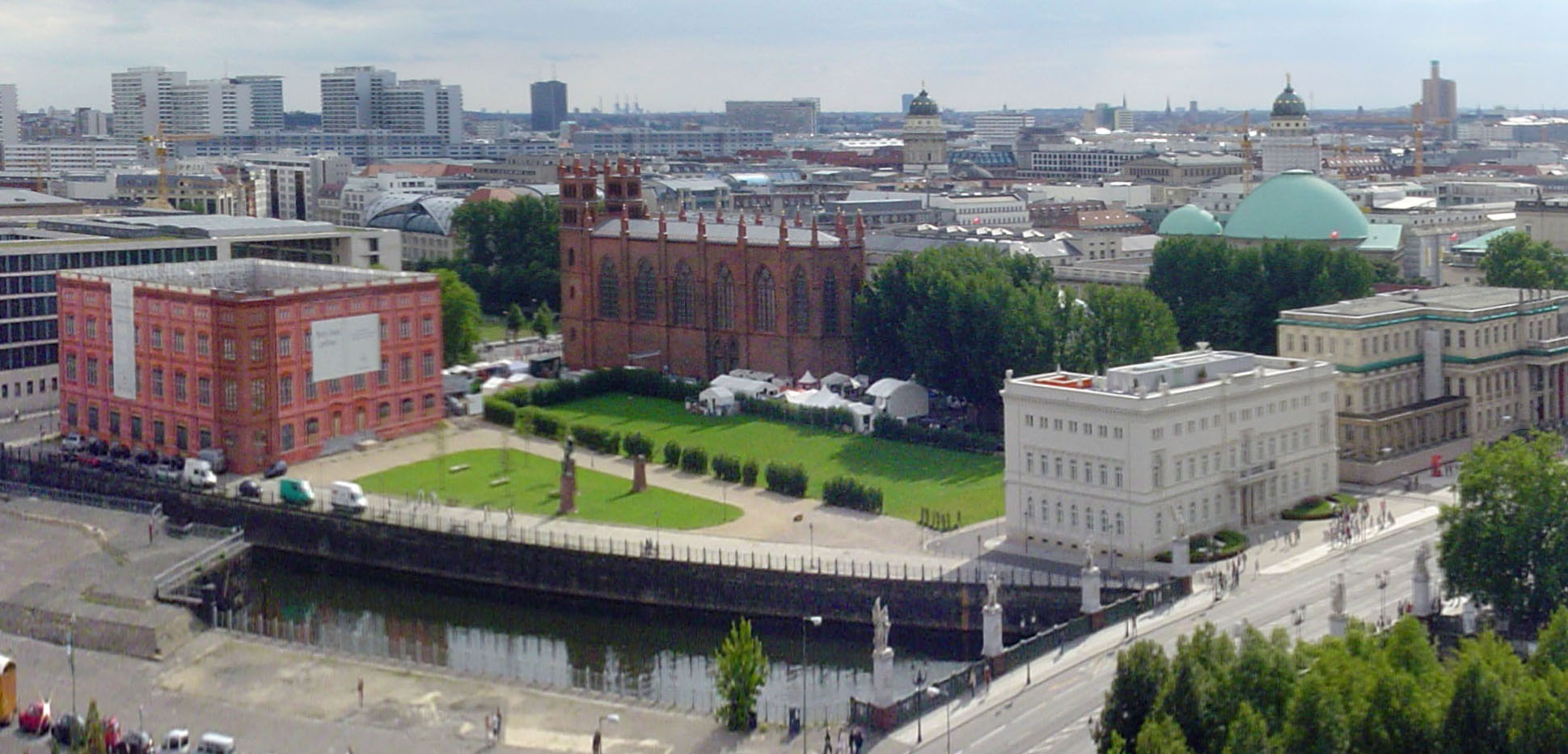
申克尔广场

申克尔广场（Schinkelplatz）是柏林米特区的一个广场，位于施普雷运河西岸，宫廷广场对面。这一三角形空间介于Niederlagstraße 和Unterwasserstraße之间。周围的建筑物正在重建：老驻军司令部（Alte Kommandantur）、弗里德里希韦尔德教堂和Berliner Bauakademie。
卡尔·弗里德里希·申克尔和Christian Peter Wilhelm Beuth 纪念碑最早树立于2000年7月，然后是Albrecht Thaer纪念碑。这三个纪念碑是在其原来的位置。 
从2007年夏末，广场忠实原貌重建。工程完成于2008年10月。